# Septoria cucurbitacearum
Septoria cucurbitacearum è una specie di fungo ascomicete parassita delle piante. Causa la septoriosi delle piante di zucca. 